# Calamansi
Calamansi és un híbrid de cítrics originari de les Filipines que també es conrea a les illes de Borneo, Sumatra i Cèlebes, Malàisia i Brunei, així com en regions del sud de la Xina i Taiwan. És un híbrid entre el cumquat i el mandariner. La fruita és una font de vitamina C.

El calamansi és omnipresent a la gastronomia filipina, és de gust àcid i s'utilitza en diversos condiments, begudes, plats, marinatges i conserves. També s'utilitza com a ingredient a les cuines de Malàisia i Indonèsia. La melmelada de calamansi s'elabora de la mateixa manera que la melmelada de taronja. 

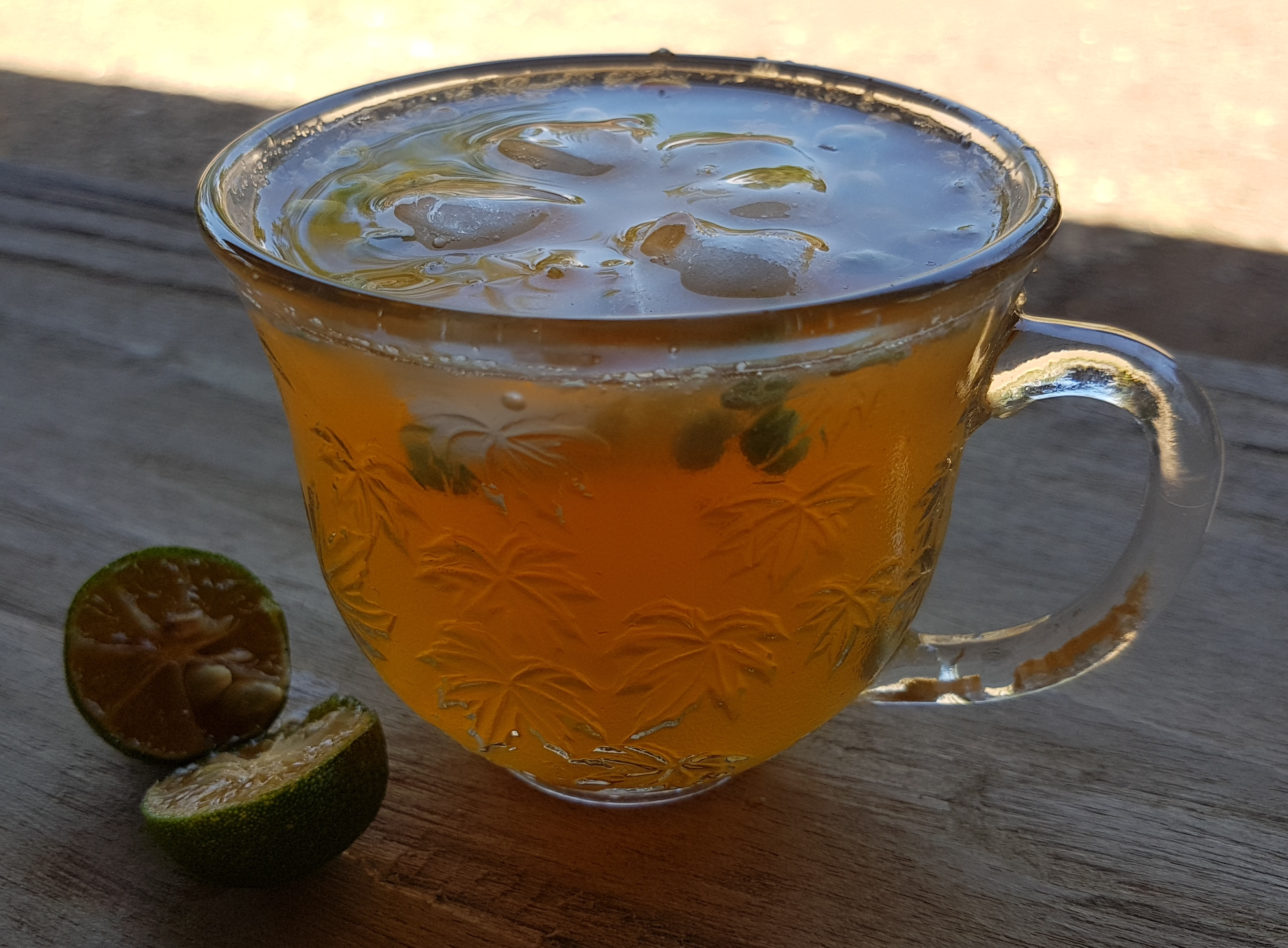
Suc de calamansi

A la gastronomia de les Filipines, el suc s'empra per a marinar i condimentar peixos, aus i carn de porc. També s'utilitza com a ingredient en plats com el sinigang (un brou de carn agre o marisc) i el kinilaw (peix cru marinat en vinagre i/o sucs de cítrics), i molt habitualment com a condiment en plats com el pancit o el lugaw, o en el sawsawan de suc de calamansi, salsa de soia (toyomansi) i salsa de peix (patismansi).
A Filipines és la quarta fruita més conreada, per darrere del plàtan, el mango i la pinya. Es conrea principalment pels seus extractes de suc que s'exporten, principalment, als Estats Units d'Amèrica, Japó, Corea del Sud, Canadà i Hong Kong. Les Filipines exporten entre 160.000 i 190.000 tones de suc de calamansi cada any. Els principals centres de producció són Mimaropa, Luzon Central i la península de Zamboanga. El seu cultiu s'ha estès des de les Filipines pel sud-est asiàtic, l'Índia, Hawaii, les Índies Occidentals i Amèrica Central i del Nord, encara que només a petita escala.
A les zones subtropicals i a l'Amèrica del Nord de clima temperat, es conrea com a planta ornamental en jardins i hivernacles. La planta és especialment atractiva quan hi ha fruits. Al Regne Unit, aquesta planta va guanyar l'Award of Garden Merit de la Reial Societat d'Horticultura el 2017.